# Nekketsu! Famicom Shounendan
Nekketsu! Famicom Shounendan (熱血!ファミコン少年団 Nekketsu! Famikon shōnen-dan?, lit. "¡Sangriento! Los Boy Scouts de Famicom") es un manga escritada por Haruo Saito, publicada por Shogakukan y CoroCoro Comic, de febrero de 1986 al octubre de 1987 solamente en Japón. Fue uno de los videojuegos que fueron basados en Manga.

## Juegos Basados
Representa a los videojuegos adaptados por Manga.
- Star Force (Hudson Soft)
- Challenger (Hudson Soft)
- Bomberman (Hudson Soft)
- Ninja Hattori (Hudson Soft)
- Star Soldier (Hudson Soft)
- Adventure Island (Hudson Soft)
- Milon's Secret Castle (Hudson Soft)
- Doraemon (Hudson Soft)
- Takahashi Meijin no Bug-tte Honey (Hudson Soft)
- Faxanadu (Hudson Soft)
- Starship Hector (Hudson Soft)
- Kung-Fu Master (Irem)
- Super Mario Bros. (Nintendo)
- TwinBee (Konami)
- Gradius (Konami)
- The Goonies (Konami)
- Hydlide (T&E Soft)
- The Tower of Druaga (Namco)
- Spelunker (Irem)
- Zunou Senkan Galg (BD Soft)
- Obake no Q-tarō: WanWan Panic (Bandai)
- Ghosts 'n Goblins (Capcom)
- Solomon's Key (Tecmo)